# فرودگاه جی‌بی ام‌دی‌ال لیک‌هرست
فرودگاه جی‌بی ام‌دی‌ال لیخرست (به انگلیسی: JB MDL Lakehurst) یک فرودگاه است. این فرودگاه در شهر ترنتون کشور ایالات متحده آمریکا قرار دارد. حادثه ی مشهور سقوط هیندنبورگ در این فرودگاه به وقوع پیوسته است.